# Акоста, Лус
Лус Мерседес Акоста Вальдес (исп. Luz Mercedes Acosta Valdez; род. 22 декабря 1980, Эройка-Гуаймас, Сонора) — мексиканская тяжелоатлетка, выступавшая в весовой категории до 63 килограммов. Бронзовый призёр Олимпийских игр и бронзовый призёр Панамериканских игр.

## Биография
Лус Акоста родилась 22 декабря 1980 года.

## Карьера
На юниорском чемпионате мира 1999 года Лус Акоста выступала в весовой категории до 63 килограммов и стала двенадцатой с результатом 155 кг (70 + 85). На взрослом чемпионате мира в Афинах в том же году она улучшила свой результат на 12,5 килограммов, но при этом стала лишь 25-й.
На университетском Кубке мира 2000 года стала третьей с результатом 177,5 кг. В том же году заняла пятое место на чемпионате мира среди юниоров с таким же результатом.
На университетском Кубке мира 2001 года мексиканка стала третьей с результатом 170 кг. В том же году она стала двенадцатой на взрослом чемпионате мира в Анталье, подняв в сумме за два упражнения 190 кг.
На университетском Кубке мира 2002 года Акоста заняла второе место, впервые в карьере подняв больше 200 кг — её сумма составила 202,5 кг.
На чемпионате мира 2003 года в Ванкувере Лус Акоста стала лишь шестнадцатой с результатом 205 кг, а спустя два года на чемпионате мира 2005 в Дохе перешла в весовую категорию до 69 кг и заняла восьмое место с результатом 212 кг.
В 2006 вновь вернулась в категорию до 63 килограммов, на чемпионате мира став пятой с результатом 219 кг (98 + 121). В следующем году на чемпионате мира в Чиангмае заняла девятое место, при этом улучшив прошлогодний результат на один килограмм.
Вошла в состав сборной Мексики на Олимпийские игры 2008 года в Пекине. В рывке она сумела поднять лучший результат в карьере — 103 кг, в толчке её результат оказался слабее результата двухлетней давности на один килограмм, а сумма в 223 кг всё равно стала лучшей в карьере. Это позволило ей занять седьмое место.
На Панамериканском чемпионате 2009 года Лус Акоста стала бронзовым призёром, подняв в сумме 213 килограммов. В том же году она участвовала на чемпионате мира в Кояне и заняла пятнадцатое место с суммой 218 кг.
На Панамериканском чемпионате 2010 года Акоста стала снова третьей, подняв в сумме 210 кг.
На Панамериканских играх 2011 года в Гвадалахаре Акоста улучшила свой личный рекорд до 230 кг и стала бронзовым призёром. На чемпионате мира 2011 года в Париже стала одиннадцатой, подняв 223 кг в сумме.
На Панамериканском чемпионате 2012 года завоевала серебро с результатом 221 кг. Она вошла в состав сборной Мексики на Олимпийские игры 2012 года в Лондоне и в весовой категории до 63 кг подняла 99 кг в рывке и 125 кг в толчке. Сумма в 224 килограмма изначально позволила ей стать лишь шестой, но в 2018 году после перепроверки проб чемпионка Майя Манеза, а также опередившие мексиканку россиянка Светлана Царукаева и турчанка Сибель Шимшек были дисквалифицированы за применение допинга и, таким образом, Акоста стала бронзовым призёром. 15 ноября 2018 года ей была вручена медаль лондонских Игр.
На Панамериканских чемпионатах 2013 и 2014 годов Лус Акоста заняла третье и пятое места, соответственно.